# Civey
Die Civey GmbH ist ein Berliner Start-up-Unternehmen, das Online-Umfragen für Meinungs- und Marktforschung durchführt, wobei Ergebnisse unmittelbar angezeigt werden. Die Umfragen werden gleichzeitig auf verschiedenen Internetseiten eingeblendet, sodass sich die Umfrageteilnehmer aus Besuchern dieser Seiten rekrutieren.
Um hohe Repräsentativität zu erreichen, werden die Umfrageergebnisse anhand weiterer Kriterien unterschiedlich gewichtet. Kritiker bezweifeln jedoch die Qualität der Ergebnisse.

## Geschichte
Das Unternehmen wurde 2015 von Janina Mütze zusammen mit Gerrit Richter gegründet, zunächst unter der Firma OMNI TT GmbH. Erster Geschäftsführer war Gerrit Richter, ein ehemaliger SPD-Bundestagskandidat, Politikberater und Referent bei Hans Eichel. Neben Richter wurde am 8. Mai 2018 Janina Mütze zur Geschäftsführerin bestellt, von der die Idee zur Gründung stammt und die als das öffentliche Gesicht des Unternehmens bekannt ist.
Im August 2016 band Der Tagesspiegel als erstes großes Medienhaus Umfragen des Unternehmens ein. Im Dezember 2016, „kurz vor dem Superwahljahr 2017“, folgte Spiegel Online. Im Januar 2017 erfolgte die Umbenennung in Civey GmbH. Civey stehe dabei für englisch Citizen Survey, das heißt Bürgerumfrage. Im Jahr 2017 nutzen auch Focus Online, die Funke Mediengruppe und Die Welt die Umfragedienste. Mitte 2018 startete mit Spiegel Online der SPON-Regierungsmonitor. Im Herbst 2018 nutzte das Bundeswirtschaftsministerium eine Civey-Umfrage zum Thema Künstliche Intelligenz.
Seit November 2018 hat das Unternehmen einen Beirat, dem die ehemalige Bundesministerin Brigitte Zypries, die Wissenschaftler Anselm Hager (Humboldt-Universität Berlin), Jörg-Müller Lietzkow (HafenCity Universität Hamburg), Ulrich Rendtel (Freie Universität Berlin) und der Civey-Miteigentümer Oliver Serfling (Hochschule Rhein-Waal) sowie die Geschäftsführerin der Forschungs- und Beratungsagentur DCORE Andrea Eckes und der ehemalige Forsa-Geschäftsführer Joachim Koschnicke angehören.
Der ehemalige Tagesspiegel-Herausgeber Sebastian Turner investierte nach eigenen Angaben 2018 erstmals über das von ihm gegründete Unternehmen Trafo Investment GmbH in Civey. Laut Handelsregister hielt Trafo im Jahr 2020 36 Prozent der Anteile. Seit September 2019 ist Civey Gegenstand eines Forschungsprojektes des Sozio-ökonomischen Panels des Deutschen Instituts für Wirtschaftsforschung und der Freien Universität Berlin zu den Vor- und Nachteilen traditioneller und web-basierter Umfrageverfahren.
Im März 2021 wurde Civey Mitglied im Branchenverband ADM.
Im Januar 2024 leitete Civey ein Schutzschirmverfahren ein.

## Methodik
Civey erhebt seine Umfragen ausschließlich online, dafür werden die Umfragen über Websites wie Spiegel.de, T-Online.de oder Focus.de gestreut. Jeder Besucher einer solchen Webseite kann an der Umfrage teilnehmen (Selbstselektion) und bekommt im Anschluss das Ergebnis angezeigt. Neben der eigentlichen Umfrage werden Zusatzdaten wie Alter, Geschlecht, Postleitzahl, Einkommen und Familienstand abgefragt. Außerdem werden mehrere Umfragen in Folge durchgeführt.
Um die Repräsentativität zu erhöhen, gewichtet das Unternehmen die erhobenen Daten anhand der Zusatzdaten.

## Kritik
Civey wird vorgeworfen, bei Wahlumfragen oft daneben zu liegen. Trotzdem würden die Ergebnisse von großen Medien verbreitet.
Die Erhebung mit Online-Umfragen führt dazu, dass Civey auf nichtprobabilistische Stichproben zurückgreifen muss. Diese gelten im Allgemeinen als weniger aussagekräftig als Verfahren mit Zufallsstichproben. Darum wurde Civey von Wissenschaftlern und konkurrierenden Unternehmen kritisiert.
Da Civey bei seinen Umfragen eine Nachkommastelle angibt, wählte der Journalist Detlef Esslinger diese als Beispiel dafür, wie Umfragen „Präzision vortäuschen“.
2018 legten die Umfrageinstitute Forsa, infas und Forschungsgruppe Wahlen Beschwerde beim Presserat dagegen ein, dass Focus online eine Umfrage von Civey als „repräsentativ“ bezeichnet hatte. Der Presserat wies diese Beschwerde ab: Für Focus Online habe kein Grund bestanden, an der Methodik von Civey zu zweifeln, und die Redaktion sei auch nicht verpflichtet, diese eigenständig zu prüfen. Zwei Journalisten der Wochenzeitung Die Zeit sahen die Presseratsbeschwerde im Kontext einer hauptsächlich von Forsa-Chef Manfred Güllner gegen Civey betriebenen Kampagne. Civey legte der Zeit Indizien dafür vor, dass zu dieser Kampagne unter anderem auch der „aggressiv, oft beleidigend“ schreibende Twitter-Account @civey_watch gehöre. Forsa stritt eine Verbindung zum Account ab.
Das Landgericht Köln verbot Civey 2022 im Rahmen einer von Forsa erhobenen Klage rechtskräftig die Werbeaussage, man sei „zuverlässiger als die Konkurrenz“ (Aktenzeichen: 33 O 20/20).
Das Landgericht Hamburg hält die Aussage Civeys, man greife auf ein Online Panel zurück, für das eine Datenbank mit Personen genutzt werde, die sich bereit erklärt haben, an Umfragen teilzunehmen für wettbewerbswidrig, da dies den Anschein erwecke, die Umfragen seien repräsentativ, während Civey tatsächlich keine solche Datenbank nutze (Aktenzeichen 416 HKO 45/23).